# Aeroporto Internazionale Lic. Gustavo Díaz Ordaz
L'Aeroporto Internazionale Lic. Gustavo Díaz Ordaz è un aeroporto internazionale situato presso Puerto Vallarta nella regione di Jalisco, nel Messico.
Prende il nome dall'ex presidente del Messico Gustavo Díaz Ordaz (1964-1970).